# Sant Joan de Seners
Sant Joan de Seners és una antiga església parroquial, romànica, del desaparegut poble de Seners, de la comuna d'Estoer, a la comarca del Conflent, de la Catalunya del Nord.
Actualment és en un despoblat, atès que el poble al qual pertanyia va desaparèixer a la darreria de l'edat mitjana. És a la zona central del terme d'Estoer, a la dreta del Llec, en un planell una mica enlairat per damunt seu.

## Història
El lloc de Seners és documentat des del 985, en un precepte del rei Lotari en el qual confirma les possessions de Sant Miquel de Cuixà a Sant Salvador de Llec, i cita la parròquia de Sant Joan de Seners com a límit septentrional de les terres de Llec. El 1204 torna a aparèixer en la documentació, quan Pere de Domanova reconeix tenir en feu les parròquies de Sant Feliu de Ropidera i de Sancti Johannis de Senaria. El 1408 està documentada com a parròquia, possiblement d'un poblament dispers.

## L'edifici
L'edifici, que ha estat restaurat, és d'una sola nau, llarga, capçada a llevant per un absis semicircular. La volta és lleugerament apuntada, cosa que la situaria com a obra del segle xii, tot i que l'aparell fet servir en la construcció més aviat la situa al segle xi. Pot ser, per tant, una obra del xii de traces arcaiques.
La porta d'accés al temple és a la façana de ponent, i actualment té un arc de mig punt fet amb ciment, que pot correspondre al resultat d'un espoli i l'intent d'apedaçar-ho de qualsevol manera, i damunt seu hi ha una finestra de doble esqueixada l'obeertura de la qual és coronada per un arc de mig punt tallat amb molta polidesa en una pedra monolítica de granit. Corona el frontis de l'església un campanar d'espadanya de tres columnes sense arcs que les coronin, deixant l'obertura per a dues campanes sense cloure. Dues finestres més de doble esqueixada es troben a l'església: una al mur meridional, molt reduïda en alçada, tot i que té la mateixa amplada de les altres dues. A ran de la reconstrucció de l'església aquesta finestra restà aparedada; la tercera és al mur de tramuntana, a la seva zona central, i consta d'un arc de mig punt feta amb dovelles amples, sense muntants. L'absis, en canvi, té una finestra central d'una sola esqueixada.
La restauració que ha sofert l'església ha estat bastant invasiva, i ha desdibuixat bona part de l'obra romànica primitiva.